# Odorico Rinaldi
Odorico Rinaldi (Treviso, 1594-Roma, 22 de enero de 1671) fue un sacerdote oratoriano e historiador eclesiástico italiano.

## Vida
Hijo de Francesco Rinaldi y de Quinzia Bissaro, de la aristocracia de Treviso, por aquella época perteneciente a la República de Venecia, hizo sus primeros estudios en su ciudad natal bajo la tutela de su pariente Albrighetto Rinaldi y los prosiguió en el colegio de los jesuitas de Parma antes de cursar Filosofía y Teología en la Universidad de Padua.
Establecido en Roma, en 1618 ingresó en la Congregación del Oratorio de San Felipe Neri; ordenado sacerdote en 1622, entre 1650-56 fue general de la congregación.  Inocencio X le ofreció la dirección de la Biblioteca Vaticana, pero Rinaldi declinó el cargo

## Obra
Tras la muerte en 1607 del cardenal Cesare Baronio, también oratoriano, había quedado interrumpida la redacción de los Annales ecclesiastici, que cubrían la historia de la Iglesia católica hasta el año 1198.  La congregación había encargado su continuación sucesivamente a Cesare Becilli y a Abraham Bzovius, pero fue Rinaldi quien entre los años 1646 y 1663 recopiló y publicó los ocho volúmenes siguientes, que cubrían hasta el año 1534, y dejó compuesto otro más cubriendo hasta después del Concilio de Trento, que fue publicado póstumamente.
Dejó escritas también varias obras sobre teología, jurisprudencia y homilética, que se conservan manuscritas en la Biblioteca Vallicelliana de Roma.